# Punta Arenas
Punta Arenas este un oraș din Chile, capitala regiunii Regiunea Magallanes y de la Antártica. Are o populație de aproximativ 120.000 de locuitorii. Se află pe coasta Strâmtorii Magellan.
1. ↑  2017 Chile census (PDF), accesat în 5 martie 2020